# Делень (Погечауа, Муреш)
Делень, Делені (рум. Deleni) — село у повіті Муреш в Румунії. Входить до складу комуни Погечауа.
Село розташоване на відстані 286 км на північний захід від Бухареста, 25 км на північний захід від Тиргу-Муреша, 53 км на схід від Клуж-Напоки.

## Населення
За даними перепису населення 2002 року у селі проживала 101 особа, усі — румуни. Усі жителі села рідною мовою назвали румунську.